# Treungenbanen
| Bahnhof Arendal |                                        |                                 |                                 |
| Streckenlänge: | 91 km                                  |                                 |                                 |
| Spurweite: | 1435 mm (Normalspur) bis 1946: 1067 mm |                                 |                                 |
| Stromsystem: | (Nelaug–Arendal) 15 kV 16⅔ Hz ~        |                                 |                                 |
| |                                        |                                 |                                 |
| \| \| \| Kilometrierung ab Oslo \| \| \| \| 336,08 \| Treungen (1913) \| Treungen (1913) \| \| \| 330,61 \| Tjønnefoss (1913) \| Tjønnefoss (1913) \| \| \| 324,34 \| Gaukås (1913) \| Gaukås (1913) \| \| \| 318,88 \| Øy (1913) \| Øy (1913) \| \| \| 313,42 \| Sandå (1913) \| Sandå (1913) \| \| \| 308,93 \| Seljås (1913) \| Seljås (1913) \| \| \| 303,15 \| Åmli (1910) \| Åmli (1910) \| \| \| 298,66 \| Vallekilen (1910) \| Vallekilen (1910) \| \| \| 292,89 \| Suplandsfoss (1944) \| Suplandsfoss (1944) \| \| \| 290,69 \| Simonstadhaugen (1955) \| Simonstadhaugen (1955) \| \| \| \| \| \| \| \| 289,69 \| Simonstad (1910) \| Simonstad (1910) \| \| \| \| Abzweig nach Nidarå Trelast \| \| \| \| 282,50 \| Nelaug gamle stasjon (1910) \| Nelaug gamle stasjon (1910) \| \| \| \| Sørlandsbanen nach Kristiansand \| \| \| \| 281,41 \| Nelaug (1910) \| 141,1 moh. \| \| \| \| Sørlandsbanen nach Nordagutu \| \| \| \| \| siehe Arendalsbanen \| \| \| \| 317,63 \| Arendal (1908) \| Arendal (1908) \| |                                        |                                 |                                 |
| |                                        | Kilometrierung ab Oslo          |                                 |
| Kopfbahnhof Streckenanfang (Strecke außer Betrieb) | 336,08                                 | Treungen (1913)                 | Treungen (1913)                 |
| Bahnhof (Strecke außer Betrieb) | 330,61                                 | Tjønnefoss (1913)               | Tjønnefoss (1913)               |
| Haltepunkt / Haltestelle (Strecke außer Betrieb) | 324,34                                 | Gaukås (1913)                   | Gaukås (1913)                   |
| Haltepunkt / Haltestelle (Strecke außer Betrieb) | 318,88                                 | Øy (1913)                       | Øy (1913)                       |
| Haltepunkt / Haltestelle (Strecke außer Betrieb) | 313,42                                 | Sandå (1913)                    | Sandå (1913)                    |
| Haltepunkt / Haltestelle (Strecke außer Betrieb) | 308,93                                 | Seljås (1913)                   | Seljås (1913)                   |
| Bahnhof (Strecke außer Betrieb) | 303,15                                 | Åmli (1910)                     | Åmli (1910)                     |
| Haltepunkt / Haltestelle (Strecke außer Betrieb) | 298,66                                 | Vallekilen (1910)               | Vallekilen (1910)               |
| Haltepunkt / Haltestelle (Strecke außer Betrieb) | 292,89                                 | Suplandsfoss (1944)             | Suplandsfoss (1944)             |
| Haltepunkt / Haltestelle (Strecke außer Betrieb) | 290,69                                 | Simonstadhaugen (1955)          | Simonstadhaugen (1955)          |
| |                                        |                                 |                                 |
| ehemaliger Dienststation / Betriebs- oder Güterbahnhof | 289,69                                 | Simonstad (1910)                | Simonstad (1910)                |
| Abzweig geradeaus und von rechts |                                        | Abzweig nach Nidarå Trelast     | Abzweig nach Nidarå Trelast     |
| ehemaliger Dienststation / Betriebs- oder Güterbahnhof | 282,50                                 | Nelaug gamle stasjon (1910)     | Nelaug gamle stasjon (1910)     |
| Abzweig geradeaus und von rechts |                                        | Sørlandsbanen nach Kristiansand | Sørlandsbanen nach Kristiansand |
| Bahnhof | 281,41                                 | Nelaug (1910)                   | 141,1 moh.                      |
| Abzweig geradeaus und nach links |                                        | Sørlandsbanen nach Nordagutu    | Sørlandsbanen nach Nordagutu    |
| |                                        | siehe Arendalsbanen             |                                 |
| Kopfbahnhof Streckenende | 317,63                                 | Arendal (1908)                  | Arendal (1908)                  |

Treungenbanen war eine eingleisige, bei Eröffnung schmalspurige Lokalbahn in den südnorwegischen Provinzen Agder und Telemark. Sie verlief zwischen Treungen in Nissedal und der Stadt Arendal.

## Geschichte
Die Strecke wurde von den Norges Statsbaner als Lokalbahn geplant und in Kapspur errichtet, um Arendal mit den wichtigsten Orten am Nidelva zu verbinden. 1908 wurde das erste Teilstück nach Froland eröffnet, 1910 wurde sie bis nach Åmli verlängert und 1913 erreichte die Strecke Treungen.
Die Zweiglinie vom Bahnhof Rise nach Grimstad wurde als Privatbahn errichtet, jedoch am 24. Januar 1912 von der NSB übernommen und als Grimstadbanen betrieben. Auf dieser Strecke fielen neben dem Personenverkehr hauptsächlich Bauholz und Erz als Güter an.
1935 erreichte die Sørlandsbane Nelaug, die Treungenbane wurde zu ihrer Zweigbahn. Um die Sørlandsbane als Zwischenlösung in Arendal enden lassen zu können, wurde der Abschnitt Arendal–Nelaug auf Normalspur umgebaut. Dieser Streckenabschnitt ist unter dem Namen Arendalsbanen Bestandteil des norwegischen Bahnnetzes.
Am 9. November 1935 fuhr der erste Zug von Oslo V nach Arendal. Als Gäste fuhren unter anderen König Håkon VII., Kronprinz Olav und Premierminister Johan Nygaardsvold mit.
Während der nächsten drei Jahre war Arendal der größte Umsteigepunkt in Südnorwegen: Reisende aus Westnorwegen mussten hier auf dem Weg zur Hauptstadt vom Dampfschiff in die Bahn umsteigen.

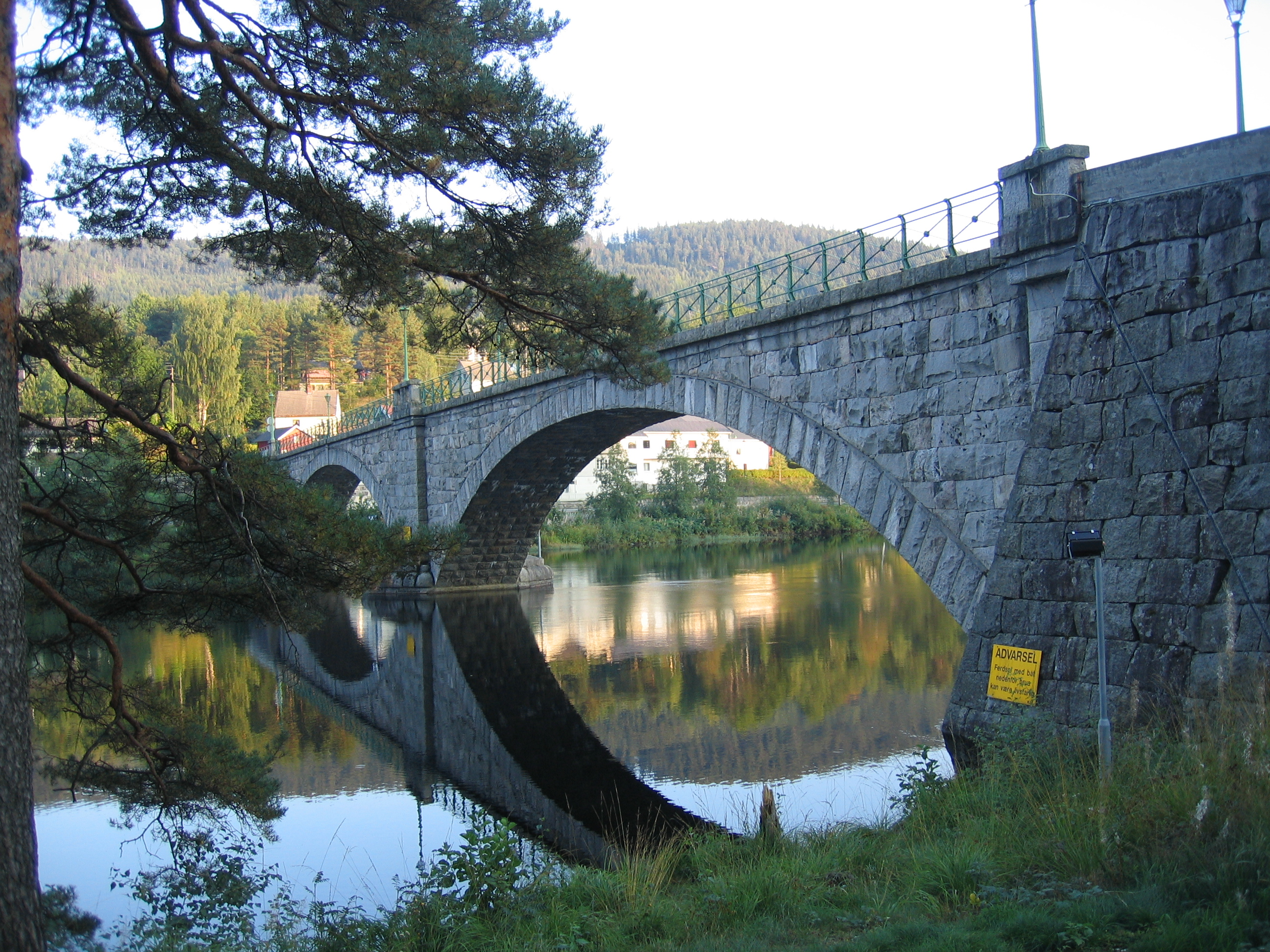
Brücke über die Nidelva bei Åmli

Solange der nördliche Abschnitt noch schmalspurig war, mussten alle Güter in Nelaug umgeladen werden. Deshalb wurde der Nordabschnitt 1946 ebenfalls auf Normalspur umgebaut. Die Erzmine Søftestad war der größte Kunde der Strecke, mehrere Züge je Woche fuhren von der Mine nach Arendal. Die Erze wurden nach Mitteleuropa exportiert, besonders nach Deutschland. Einige Jahre lang betrug die jährliche Transportleistung etwa 30–40.000 Tonnen Erz.
1965 wurde das Bergwerk geschlossen. 1967 beschloss das Storting, den Betrieb auf der Strecke zwischen Nelaug und Treungen einzustellen. Die Straßenverbindung zwischen Åmli und Nissedal wurde ausgebaut und die Bahn durch eine Buslinie von Arendal in die westliche Telemark ersetzt. 1969 begann der Abbau des Nordabschnitts, auf dem zum größten Teil ein Radweg angelegt wurde.
Auf der Reststrecke zwischen Nelaug und Simonstad finden heute Holztransporte statt. Der Südabschnitt nach Arendal, die heutige Arendalsbane, wurde 1995 elektrifiziert.